# Tiémé
 Tiémé è una città, sottoprefettura e comune della Costa d'Avorio, situata nel dipartimento di Odienné. Conta una popolazione di 9 182 abitanti (censimento 2014).